# دراجات هجينة
تجمع الدراجات الهجينة بين خصائص دراجات الطرق الأكثر تخصصًا والدراجات السياحية والدراجات الجبلية. النتيجة "الهجينة" هي دراجة ذات أغراض عامة يمكنها تحمل مجموعة واسعة من ظروف وتطبيقات الركوب. إن ثباتها وراحتها وسهولة استخدامها يجعلها مشهورة لدى راكبي الدراجات المبتدئين والراكبين العاديين والركاب والأطفال.
تستعير السيارات الهجينة عادةً المقود المسطح والمستقيم ووضعية الجلوس المستقيمة للدراجة الجبلية، والتي يجدها العديد من راكبي الدراجات مريحة وبديهية. تستخدم السيارات الهجينة أيضًا وزنًا خفيفًا وعجلات أنحف وإطارات ناعمة لدراجات الطريق، مما يسمح بسرعة أكبر وجهد أقل عند الركوب على الطريق. غالبًا ما تحتوي الدراجات الهجينة على أماكن لتثبيت الرفوف والحقائب لنقل الأمتعة، تمامًا مثل الدراجة السياحية.
لقد أنتجت الدراجات الهجينة العديد من الفئات الفرعية التي تلبي تنوع الركاب. يتم تصنيفها حسب أولويات تصميمها، مثل تلك المُحسّنة للراحة أو اللياقة البدنية — وتلك المقدمة كدراجات للمدن أو دراجات متقاطعة أو للركاب.

## تاريخ
منذ أوائل القرن العشرين حتى ما بعد الحرب العالمية الثانية، شكلت سيارات الرودستر متعددة الاستخدامات معظم الدراجات المخصصة للبالغين المباعة في المملكة المتحدة وفي أجزاء كثيرة من الإمبراطورية البريطانية. في بريطانيا، انخفضت شعبية الرودستر بشكل ملحوظ خلال أوائل السبعينيات، حيث أدى ازدهار ركوب الدراجات الترفيهية إلى قيام الشركات المصنعة بالتركيز على الوزن الخفيف 23–30 رطل (10–14 كـغ)، دراجات رياضية ذات أسعار معقولة، وهي في الواقع إصدارات معدلة قليلاً من دراجات السباق في ذلك العصر. في الثمانينيات، بدأ راكبو الدراجات في المملكة المتحدة في التحول من الدراجات المخصصة للطرق فقط إلى النماذج المخصصة لجميع التضاريس مثل الدراجة الجبلية. لقد منحها الإطار القوي للدراجة الجبلية وقدرتها على حمل الأحمال تنوعًا إضافيًا كدراجة متعددة الاستخدامات، مما اغتصب الدور الذي كانت تشغله السيارة الرودستر سابقًا. بحلول عام 1990، كانت السيارة ميتة تقريبًا؛ بينما وصلت مبيعات الدراجات السنوية في المملكة المتحدة إلى رقم قياسي بلغ 2.8 مليون دولار، جميعهم تقريبًا كانوا من نماذج الجبال والطرق/الرياضة. ومع ذلك، كان الوضع مختلفًا في معظم البلدان الآسيوية: لا تزال سيارات الرودستر تُصنع وتُستخدم على نطاق واسع في دول مثل الصين والهند وتايلاند وفيتنام وغيرها، وكذلك في أجزاء من شمال غرب أوروبا.

## دراجة الرحلات

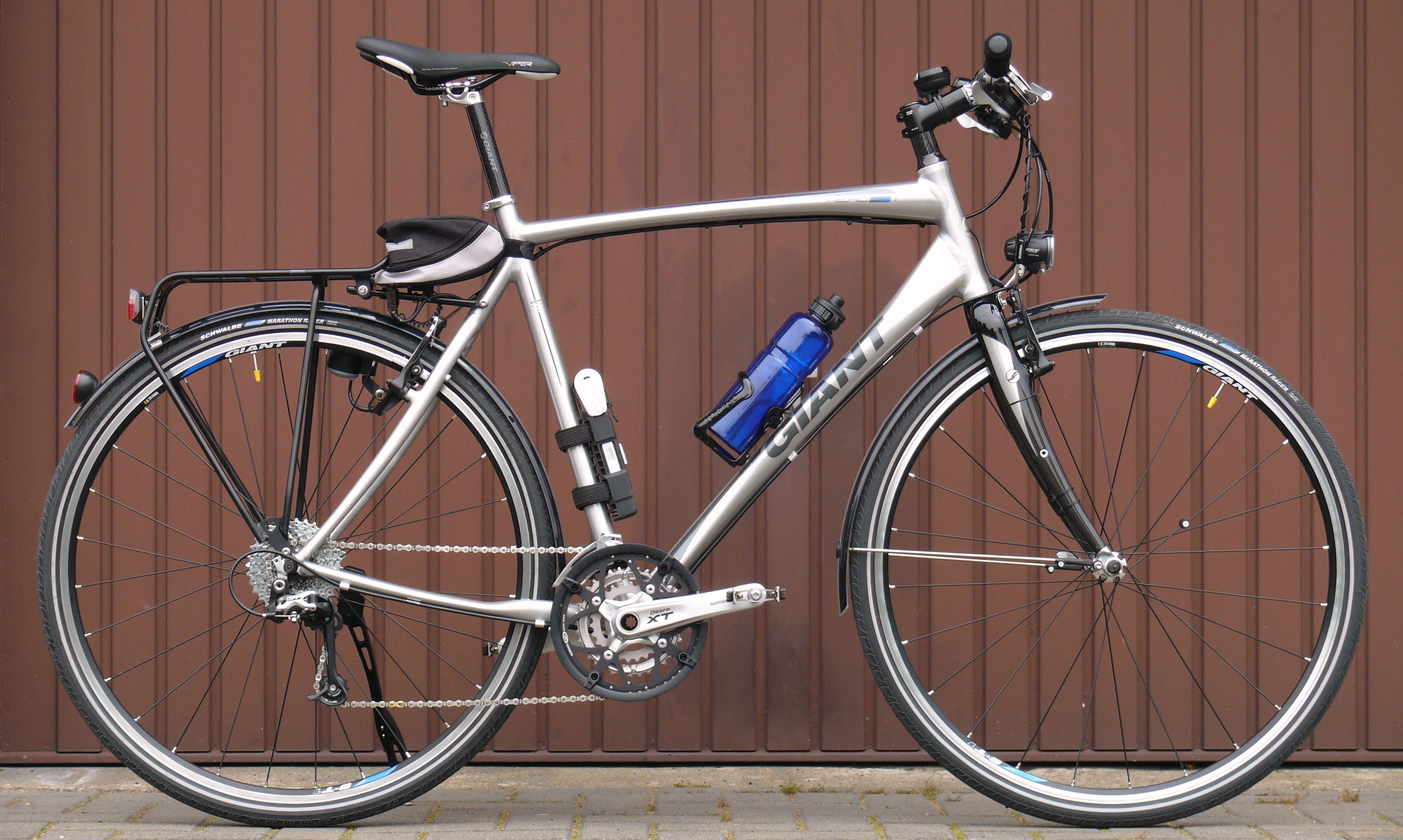
دراجة رحلات خفيفة الوزن.

دراجة الرحلات عبارة عن دراجة هجينة تحتوي على جميع الملحقات اللازمة للقيام بجولة بالدراجة – واقيات الطين، ورف السلة، والأضواء وما إلى ذلك.

## دراجة متقاطعة
تستخدم الدراجات المتقاطعة إطارًا لدراجة الطريق مشابهًا لدراجة السباق أو الرياضة/ التجول، وعادةً ما تكون مجهزة بمقود مسطح تقريبًا لتوفير وضع ركوب أكثر استقامة من دراجة السباق أو الرياضة/التجول. باعتبارها دراجة هجينة مخصصة للاستخدام الترفيهي والمنفعي العام، تختلف الدراجة المتقاطعة عن دراجة سيكلو كروس، وهي دراجة سباق مصممة خصيصًا للمنافسة في رياضة منافسة سيكلو كروس. تم تجهيز الدراجات المتقاطعة بعجلات 700c (ISO 622) باستخدام إطارات شبه مداس أوسع إلى حد ما (1.125–1.25 بوصة (28.6–31.8 مـم) من تلك المجهزة لمعظم نماذج السباق أو الرياضة/التجول. يهدف عرض الإطار الإضافي والمداس إلى منح الدراجة الهجينة المتقاطعة بعض القدرة على التعامل مع الأسطح الخشنة أو المتناثرة التي قد تواجهها على مسارات الدراجات المعبدة أو غير المعبدة، مثل الحصى وأوراق الشجر والرمال الصلبة والطين الضحل. تنحاز معظم الدراجات المتقاطعة نحو الاستخدام المعتدل خارج الرصيف والوزن الخفيف، وبالتالي لا يتم تجهيزها عادةً بمصدات أو أضواء أو رفوف حاملة. تعد العجلات الأكبر حجمًا 700c أسرع قليلاً على الأسطح المرصوفة ويمكن أن توفر ميزة للرحلات الطويلة أو لأغراض الرحلات.

## دراجة ركاب
دراجة الركاب عبارة عن دراجة هجينة مصممة خصيصًا للتنقل لمسافات قصيرة أو طويلة. تتميز عادةً بتروس (derailleur) وعجلات 700c مع ضوء إلى حد ما 1 1⁄8 بوصة (29 مـم) الإطارات، ورف حامل، ومصدات كاملة، وإطار مزود بنقاط تثبيت مناسبة لربط السلال أو السلال المختلفة لحمل الأحمال. في بعض الأحيان، ولكن ليس دائمًا، تحتوي على حارس سلسلة مغلق للسماح للراكب بتحريك الدراجة بسراويل طويلة دون تشابكها في السلسلة. تتميز دراجة الركاب المجهزة جيدًا عادةً بأضواء أمامية وخلفية للاستخدام في الصباح الباكر أو في ساعات المساء المتأخرة في بداية يوم العمل أو نهايته.

## دراجة المدينة

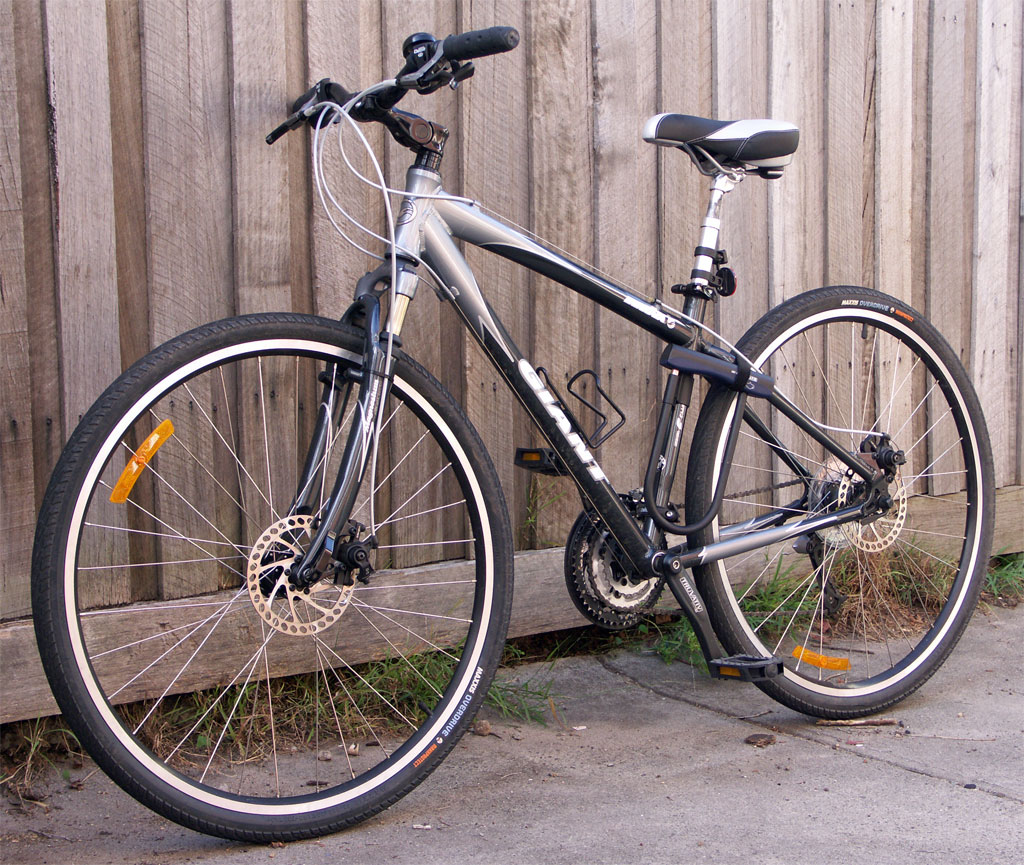
تعد دراجة (Giant Innova) لعام 2005 مثالًا لدراجة المدينة الهجينة النموذجية 700c.

على غرار دراجة الركاب، فإن دراجة المدينة مُحسّنة أكثر للتنقل في المناطق الحضرية. على عكس دراجة المدينة الأوروبية، فهي تتمتع بتراث الدراجة الجبلية، والتروس، وبنية إطار قوية وخفيفة الوزن. تتميز عادةً بعجلات مقاس 26 بوصة (ISO 559) بحجم الدراجة الجبلية، ووضعية جلوس أكثر استقامة، و"وزن متوسط" 1.5–1.95 بوصة (38–50 مـم) الإطارات ذات الأحزمة الثقيلة المصممة لتحمل مخاطر الطرق الشائعة في المدينة، مثل الزجاج المكسور. باستخدام إطار ملحوم قوي من الكروم أو الألومنيوم مشتق من الدراجة الجبلية، تكون دراجة المدينة أكثر قدرة على التعامل مع المخاطر الحضرية مثل الحفر العميقة وشبكات الصرف الصحي والقفزات من حواجز المدينة. تم تصميم دراجات المدينة لتكون سريعة إلى حد معقول، ولكنها قوية ويمكن التنبؤ بها، وعادةً ما تكون مزودة بمصدات كاملة للاستخدام في جميع الظروف الجوية. قد تحتوي بعض دراجات المدينة على حواجز مغلقة، وقد يكون لدى البعض الآخر شوكات تعليق، على غرار الدراجات الجبلية. قد تأتي دراجات المدينة أيضًا مزودة بأنظمة إضاءة أمامية وخلفية للاستخدام ليلاً أو في الأحوال الجوية السيئة.

## دراجة مريحة

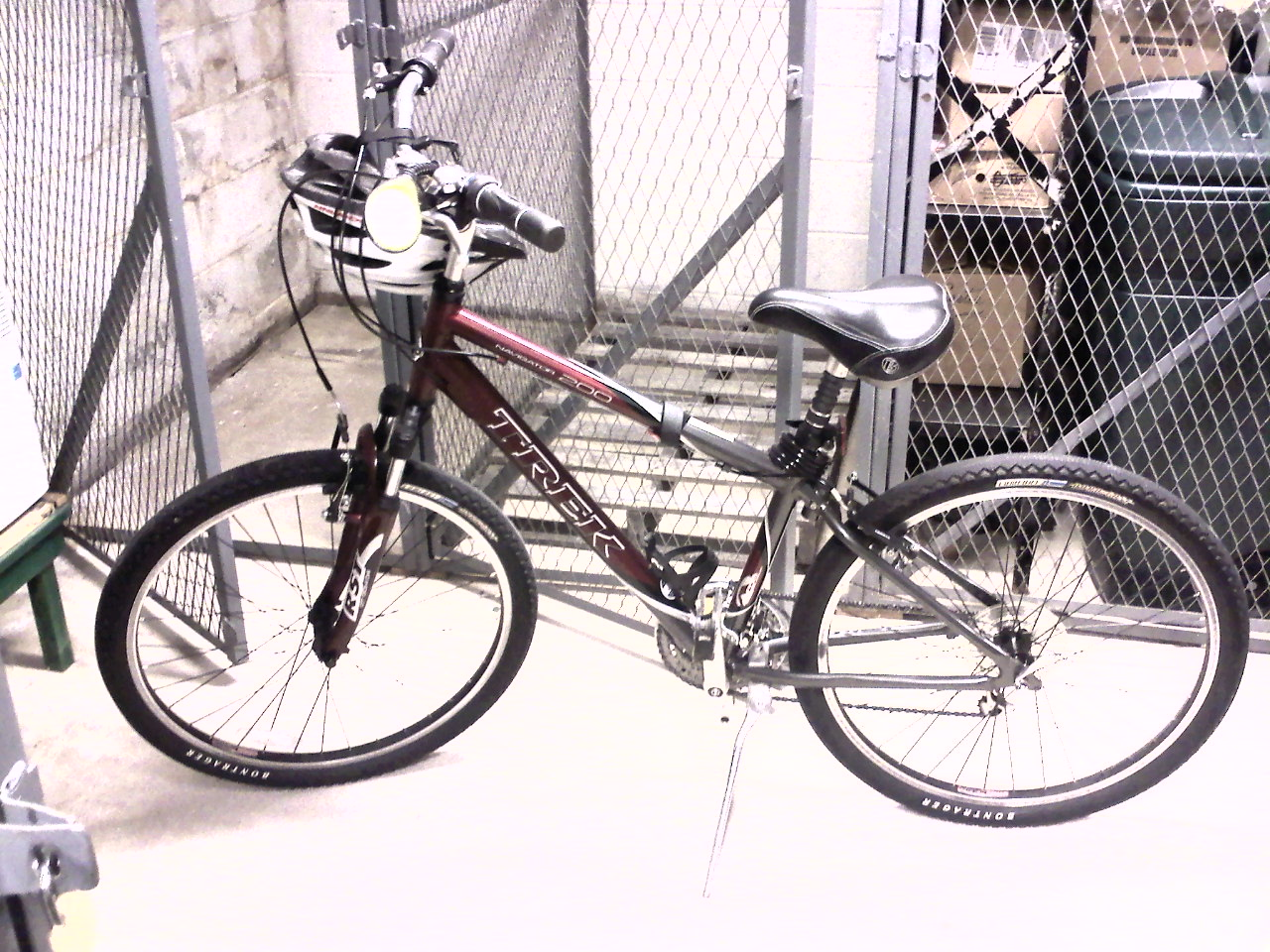
دراجة مريحة تريك نافيجيتور 200.

فئة فرعية أخرى من الفئة الهجينة هي الدراجة المريحة. دراجات الراحة هي في الأساس إصدارات حديثة من دراجات الرودستر القديمة ودراجات الرودستر الرياضية، على الرغم من أن الدراجات المريحة الحديثة غالبًا ما تكون مجهزة بتروس (derailleur) بدلاً من التروس المحورية. عادةً ما تحتوي على إطار دراجة جبلية معدل مع أنبوب رأس طويل لتوفير وضع ركوب مستقيم، وعجلات مقاس 26 بوصة (ISO 559) أو 28 بوصة (ISO 622)، وعجلات 1.75 أو  1.95 بوصة (44 أو  50 مـم) إطارات ناعمة أو شبه ملساء "متوسطة الوزن". تشتمل الدراجات المريحة عادةً على ميزات مثل شوكات التعليق الأمامية، ونظام تعليق عمود المقعد مع سروج فخمة واسعة، ومقاود ذات زاوية مركزية على طراز الطريق الشمالي مصممة لسهولة الوصول إليها أثناء الركوب في وضع مستقيم.

## أنظر أيضا
- دراجة الحصى، هجين بين دراجة الطريق والدراجة الجبلية، مصممة للاستخدام على الحصى، ومزودة بقضبان منسدلة
- الخطوط العريضة لركوب الدراجات